# ألان لوثر
ألان لوثر (17 سبتمبر 1880 في المملكة المتحدة - 23 يونيو 1961) (بالإنجليزية: Alan Luther)‏ هو لاعب كريكت بريطاني (وحمل سابقاً جنسية المملكة المتحدة لبريطانيا العظمى وأيرلندا). لعب مع نادي مقاطعة ساسكس للكركيت ‏.

## وصلات خارجية
- ألان لوثر على موقع إي آس بي آن كريك إنفو (الإنجليزية)